# Swedish GTR Championship
Swedish GTR Championship var ett svenskt mästerskap för GT-bilar. Mästerskapet startades år 1998 och lades ned efter säsongen 2003, då antalet startade var såpass lågt att den låg i riskzonen att förlora sin SM-status. GTR delades fram till säsongen 2002 in i klasserna GT2 och GT3, men reglementet ändrades till 2002 och de nya klassindelningarna blev GTA, GTB och GTC. Swedish GTR Championship kördes som supportrace till Swedish Touring Car Championship.

## Säsonger

### Högsta klassen (SM)
| År   | Mästare                       | Bil                  | Team                      |
| ---- | ----------------------------- | -------------------- | ------------------------- |
| 1998 | Hubert Bergh                  | ?                    | ?                         |
| 1999 | Lennart Pehrsson              | Porsche GT2          | Kristoffersson Motorsport |
| 2000 | Henrik Roos                   | Chrysler Viper GTS-R | Chrysler Racing Team      |
| 2001 | Henrik Roos                   | Chrysler Viper GTS-R | Viewsonic Viper Team      |
| 2002 | Johan Stureson                | Porsche 911 GT3 RS   | Podium Racing             |
| 2003 | Thed Björk Torbjörn Holmstedt | Chrysler Viper GTS-R | Tre Q AB                  |